# Alexander Rossi (Schauspieler)
Alexander Rossi (* 13. Dezember 1960 in Wien) ist ein österreichischer Schauspieler und Hörspielsprecher.

## Wirken
Alexander Rossi absolvierte seine Ausbildung zum Schauspieler in den Jahren von 1983 bis 1985 am Max Reinhardt Seminar in Wien. Zahlreiche Theaterauftritte, insbesondere am Burgtheater Wien, am Theater Bremen, an den Bühnen der Stadt Köln, bei den Festspielen Stockerau und am Theater Scala Wien folgten in den Jahren von 1993 bis heute. Für das Fernsehen war er vor allem in Produktionen des Österreichischen Rundfunks zu sehen, für den er auch Sprechrollen in einigen Hörspielen übernahm. Dem deutschen Publikum wurde er bekannt durch sein Mitwirken in der RTL-Seifenoper Verschollen.
Alexander Rossi lebt in Wien.

## Filmografie (Auswahl)
- 1990: Wilhelm Tell (Fernsehfilm)
- 1997: Kommissar Rex (Fernsehserie, 1 Folge)
- 1998: Fever (Fernsehfilm)
- 1998: Kubanisch rauchen (Fernsehfilm)
- 2003: Alarm für Cobra 11 (Fernsehserie, 1 Folge)
- 2004–2005: Verschollen (Fernsehserie, 29 Folgen)
- 2009: Sisi (Fernsehfilm)
- 2010: Vier Frauen und ein Todesfall (Fernsehserie, 1 Folge)

## Hörspiele (Auswahl)
- 1996: Russell Graves: Frankensteins Sendung – Regie: Götz Fritsch
- 1999: Ernst Wünsch: Kalt und Warm – Regie: Nikolaus Scholz
- 1999: Julian Schutting: Nur Mut! – Regie: Götz Fritsch
- 2007: Daniela Kletzke: Ich bin schon nicht mehr hier – Regie: Daniela Kletzke
- 2008: Peter Rosei: Russland. Rossija. Russland – Regie: Renate Pittroff
- 2010: Jürgen Berlakovich und Peter Brandlmayr: Viktor Krylov – Regie: Peter Brandlmayr